# Brilliant Adventure (1992-2001)
| Recensione       | Giudizio |
| ---------------- | -------- |
| AllMusic         | [ 1 ]    |
| Pitchfork        | 7.6/10   |
| Record Collector | [ 3 ]    |
| Rockol.it        | 8/10     |

Brilliant Adventure (1992-2001) è un cofanetto box set del cantautore britannico David Bowie pubblicato il 26 novembre 2021.

## Descrizione
Il cofanetto, quinto nella serie retrospettiva dedicata alla carriera di Bowie, è principalmente incentrato sugli anni dal 1992 al 2001, comunemente considerati dalla critica come una rinascita artistica dopo gli anni di massimo successo commerciale, ma di scarsa considerazione critica, negli anni '80 (il periodo di Bowie nel 1988-1992 con il gruppo hard rock Tin Machine è escluso). Il cofanetto include undici compact disc o 18 LP in vinile a seconda del formato scelto.
Esclusiva del box set sono BBC Radio Theatre, un album dal vivo comprendente l'intera esibizione di Bowie al BBC Radio Theatre nel 2000 (precedentemente documentata parzialmente in Bowie at the Beeb) e Re:Call 5, un album di rarità e versioni alternative.
Il cofanetto include versioni rimasterizzate in digitale degli album Black Tie White Noise, The Buddha of Suburbia, 1.Outside, Earthling e 'hours...' (1993–1999). Infine è inoltre inclusa una versione dell'album finora inedito Toy, registro a fine 2000 e che avrebbe dovuto uscire nel 2001, ma che venne rifiutato dalla Virgin Records per scarso potenziale commerciale. Toy è previsto per l'uscita non solo nel cofanetto, ma anche come versione estesa da tre CD il 7 gennaio 2022, dal titolo Toy:Box, con inclusi mix e outtake alternativi. Entrambe le configurazioni includono la copertina originariamente proposta da Bowie per la prevista uscita del 2001, raffigurante il suo volto adulto sovrapposto a una delle sue foto da bambino.
Come nei precedenti box set della serie, Brilliant Adventure (1992–2001) include un libro a copertina rigida di 84 pagine nella versione CD e uno di 128 pagine nella versione LP, contenenti foto rare ed inedite. Il libro contiene anche un'intervista a Erdal Kızılçay, collaboratore di Bowie in The Buddha of Suburbia e 1.Outside.

## Tracce
Black Tie White Noise
1. The Wedding – 5:04 (testo: instrumental)
2. You've Been Around – 4:45 (musica: Bowie, Reeves Gabrels)
3. I Feel Free (featuring Mick Ronson) – 4:52 (testo: Pete Brown – musica: Jack Bruce)
4. Black Tie White Noise (featuring Al B. Sure!) – 4:52
5. Jump They Say – 4:22
6. Nite Flights – 4:30 (testo: Noel Scott Engel – musica: Engel)
7. Pallas Athena – 4:40
8. Miracle Goodnight – 4:14
9. Don't Let Me Down & Down – 4:55 (testo: Tahra Mint Hembara, trans. Martine Valmont – musica: Hembara)
10. Looking for Lester – 5:36 (testo: instrumental – musica: Bowie, Nile Rodgers)
11. I Know It's Gonna Happen Someday – 4:14 (testo: Morrissey – musica: Mark E. Nevin)
12. The Wedding Song – 4:29

The Buddha of Suburbia
1. The Buddha of Suburbia – 4:28
2. Sex and the Church – 6:25
3. South Horizons – 5:26
4. The Mysteries – 7:12
5. Bleed Like a Craze, Dad – 5:22
6. Strangers When We Meet – 4:58
7. Dead Against It – 5:48
8. Untitled No. 1 – 5:01
9. Ian Fish, U.K. Heir – 6:27
10. The Buddha of Suburbia – 4:19 – ft. Lenny Kravitz alla chitarra

1.Outside
1. Leon Takes Us Outside – 1:25 (musica: Bowie, Brian Eno, Reeves Gabrels, Mike Garson, Erdal Kızılçay, Sterling Campbell)
2. Outside – 4:04 (musica: Bowie, Kevin Armstrong)
3. The Hearts Filthy Lesson – 4:57 (musica: Bowie, Eno, Gabrels, Garson, Kızılçay, Campbell)
4. A Small Plot of Land – 6:36 (musica: Bowie, Eno, Gabrels, Garson, Kızılçay, Campbell)
5. Segue – Baby Grace (A Horrid Cassette) – 1:39 (musica: Bowie, Eno, Gabrels, Garson, Kızılçay, Campbell)
6. Hallo Spaceboy – 5:14 (musica: Bowie, Eno)
7. The Motel – 6:49 (musica: Bowie)
8. I Have Not Been to Oxford Town – 3:47 (musica: Bowie, Eno)
9. No Control – 4:33 (musica: Bowie, Eno)
10. Segue – Algeria Touchshriek – 2:03 (musica: Bowie, Eno, Gabrels, Garson, Kızılçay, Campbell)
11. The Voyeur of Utter Destruction (as Beauty) – 4:21 (musica: Bowie, Eno, Gabrels)
12. Segue – Ramona A. Stone/I Am with Name – 4:01 (musica: Bowie, Eno, Gabrels, Garson, Kızılçay, Campbell)
13. Wishful Beginnings – 5:08 (musica: Bowie, Eno)
14. We Prick You – 4:33 (musica: Bowie, Eno)
15. Segue – Nathan Adler – 1:00 (musica: Bowie, Eno, Gabrels, Garson, Kızılçay, Campbell)
16. I'm Deranged – 4:31 (musica: Bowie, Eno)
17. Thru' These Architects Eyes – 4:22 (musica: Bowie, Gabrels)
18. Segue – Nathan Adler – 0:28 (musica: Bowie, Eno)
19. Strangers When We Meet – 5:07 (musica: Bowie)

Earthling
1. Little Wonder – 6:02
2. Looking for Satellites – 5:21
3. Battle for Britain (The Letter) – 4:48
4. Seven Years in Tibet – 6:22
5. Dead Man Walking – 6:50
6. Telling Lies – 4:49
7. The Last Thing You Should Do – 4:57
8. I'm Afraid of Americans – 5:00
9. Law (Earthlings on Fire) – 4:48

'hours...'
1. Thursday's Child – 5:24
2. Something in the Air – 5:46
3. Survive – 4:11
4. If I'm Dreaming My Life – 7:04
5. Seven – 4:04
6. What's Really Happening? – 4:10
7. The Pretty Things Are Going to Hell – 4:40
8. New Angels of Promise – 4:35
9. Brilliant Adventure – 1:54
10. The Dreamers – 5:14

BBC Radio Theatre, London, June 27, 2000
Disco 1
1. Wild Is the Wind
2. Ashes to Ashes
3. Seven
4. This Is Not America
5. Absolute Beginners
6. Always Crashing in the Same Car
7. Survive
8. The London Boys
9. I Dig Everything
10. Little Wonder

Disco 2
1. The Man Who Sold the World
2. Fame
3. Stay
4. Hallo Spaceboy
5. Cracked Actor
6. I'm Afraid of Americans
7. All the Young Dudes
8. Starman
9. Heroes
10. Let's Dance

Toy
1. I Dig Everything – 5:03 – Singolo del 1966, Early On (1964-1966)
2. You've Got a Habit of Leaving – 4:48 – Singolo del 1965, Early On (1964–1966)
3. The London Boys – 3:47 – B-side del singolo del 1966 Rubber Band, The Deram Anthology 1966-1968
4. Karma Man – 3:46 – The World of David Bowie
5. Conversation Piece – 3:53 – B-side di The Prettiest Star, Five Years (1969-1973)
6. Shadow Man – 4:40 – Precedentemnete inedita; originariamente incisa nel 1971 durante le sessioni di Ziggy Stardust
7. Let Me Sleep Beside You – 3:14 – The Deram Anthology 1966–1968
8. Hole in the Ground – 3:32 – Conversation Piece (Home demo)
9. Baby Loves That Way – 4:37 – B-side di You've Got a Habit of Leaving, Early On (1964–1966)
10. Can't Help Thinking About Me – 3:25 – Singolo del 1966, Early On (1964–1966)
11. Silly Boy Blue – 5:35 – David Bowie (1967)
12. Toy (Your Turn to Drive) – 4:16 – Nothing Has Changed (2014)

Re:Call 5
Disco 1
1. Real Cool World (Fuga dal mondo dei sogni Soundtrack Version)
2. Jump They Say (7" version)
3. Lucy Can't Dance
4. Black Tie White Noise (featuring Al B. Sure!) (Radio Edit)
5. Don't Let Me Down & Down (Indonesian Vocal Version)
6. Buddha of Suburbia (Single Version) (featuring Lenny Kravitz on guitar)
7. The Hearts Filthy Lesson (Radio Edit)
8. Nothing to Be Desired
9. Strangers When We Meet (edit)
10. Get Real
11. The Man Who Sold the World (Live Eno Mix)
12. I'm Afraid of Americans (Showgirls Soundtrack Version)
13. Hallo Spaceboy (Pet Shop Boys Remix)
14. I Am with Name (Alternative Version)
15. A Small Plot of Land (Basquiat Soundtrack Version)

Disco 2
1. Little Wonder (Edit)
2. A Fleeting Moment (aka Seven Years In Tibet – Mandarin Version)
3. Dead Man Walking (Edit)
4. Seven Years in Tibet (Edit)
5. Planet of Dreams – David Bowie e Gail Ann Dorsey
6. I'm Afraid of Americans (V1 – Edit)
7. I Can't Read (Tempesta di ghiaccio Long Version)
8. A Foggy Day in London Town – David Bowie e Angelo Badalamenti
9. Fun (BowieNet Mix)
10. The Pretty Things Are Going to Hell (Stigmata Soundtrack Version)
11. Thursday's Child (Radio Edit)
12. We All Go Through
13. No One Calls

Disco 3
1. We Shall Go to Town
2. 1917
3. The Pretty Things Are Going to Hell (Edit)
4. Thursday's Child (Omikron: The Nomad Soul Version)
5. New Angels of Promise (Omikron: The Nomad Soul Version)
6. The Dreamers (Omikron: The Nomad Soul Version)
7. Seven (Demo)
8. Survive (Marius de Vries mix)
9. Something in the Air (American Psycho Remix)
10. Seven (Marius de Vries Mix)
11. Pictures of Lily